# Flagellazione di Cristo (Caravaggio Rouen)
La  Flagellazione di Cristo  è un dipinto a olio su tela di 134,5x175,5 cm, realizzato tra il 1606 e il 1607 dal pittore italiano Caravaggio. È conservato nel Musée des Beaux-Arts a Rouen.

## Storia e descrizione
Il dipinto è stato acquistato dal museo nel 1955 come opera di Mattia Preti. Il dibattito critico circa l'autografia non è stato avvalorato da documenti noti o riferimenti nelle biografie contemporanee del pittore. A sostegno dell'autenticità dell'opera è la tecnica adottata, senza disegno preparatorio, ma con diversi segni che solcano l'imprimitura con il manico del pennello.
Quest'opera è una variante della Flagellazione di Cristo realizzata da Caravaggio intorno al 1607 durante il suo soggiorno napoletano. Sul formato orizzontale della tela, Caravaggio fa del corpo seminudo e martoriato di Cristo l'asse portante dell'opera, irradiato dalla luce che batte dalla sinistra alla destra modellando il suo torso vigoroso e il corpo dell'aguzzino in primo piano. La fisionomia di quest'ultimo torturatore è riconoscibile in quella di uno degli aguzzini della Flagellazione di Cristo di Napoli e in quella dell'uomo che porge la testa del Battista in Salomè con la testa del Battista di Londra.
Di quest'opera il Caravaggio dipinse un'altra versione, oggi conservata nel Museo nazionale di Capodimonte di Napoli.